# Jiří Rohan
Jiří Rohan (Praga, 13 de dezembro de 1964) é um ex-canoísta de slalom checo na modalidade de canoagem.
Foi vencedor das medalhas de prata em slalom C-2 em Barcelona 1992 e Atlanta 1996, junto com o seu colega de equipa Miroslav Šimek.